# W stronę Marrakeszu
W stronę Marrakeszu (ang. Hideous Kinky) – brytyjsko-francuski dramat z 1998 roku w reżyserii Gilliesa Mackinnona na podstawie powieści Esther Freud.
Oryginalny tytuł filmu Hideous Kinky wziął się z określenia gry, w którą Bea i Lucy grają przez cały film. Jest to dokładnie to, czym było dla nich życie, chaosem i ciągłymi zbiegami okoliczności.

## Opis fabuły
Dwudziestopięcioletnia Angielka Julia jest znudzona życiem w Londynie. Postanawia porzucić męża i wyjechać do Maroka, zabierając ze sobą dwie córki: ośmioletnią Beę i sześcioletnią Lucy. Próbuje się zadomowić w Marrakeszu, gdzie aby zarobić pieniądze na utrzymanie, sprzedaje pacynki. Pewnego dnia poznaje miejscowego kuglarza, Bilala. Jego pojawienie się wiele zmienia w życiu Julii. Postanawiają razem radzić sobie z problemami, a w przyszłości spełnić marzenie o podróży na Wschód.

## Obsada
- Kate Winslet - Julia
- Bella Riza - Bea
- Carrie Mullan - Lucy
- Saïd Taghmaoui - Bilal
- Pierre Clémenti - Jean-Louis Santoniego
- Abigail Cruttenden - Charlotte
- Ahmed Boulane - Ben Said
- Kevin McKidd - Henning
- Sira Stampe - Eva
- Michelle Fairley - Patricia
- Mohamed Cherkaoui - Hadaoui
- Annouar Zrika - Hicham
- Mohcine Barmouni - Aziz
- Peter Youngblood Hills - Hippy
- Amidou - Sufi Sheikh